# Хунанское эриставство

Иберийские эриставства во время правлении Фарнаваза I.

Хунани (груз. ხუნანის საერისთავო) — эриставство (административная единица) в иберийском царстве. Впервые появляется в III веке до н. э.: согласно Картлис Цховреба, это была одна из эриставств, основаны царем Фарнавазом I. Центром эриставство был одноименный город Хунани. Эриставство находился к югу от реки Кура и его территория во многом совпадала с историческим районом Гардабани. Хунани и Самшвилде вместе образовали Ниже-Картлийскую провинцию, которую иногда называли Ташири. Согласно грузинской исторической традиции река Бурдуджи (сегодня Дзегамчай) была восточной границей Хунаньского эриставство и Иберийского царства. В III веке, во время правления Мириана III, Пероз упоминается как эристав Хунани. В V веке, во время правления Вахтанга I Горгассали, эриставом упоминается некий Нерсаран. Ок. 485 г. царь Иберии основал Хунанскую епархию. В армянских источниках епископ Хунани в 505 и 506 годах является одним из прелатов Иберии.  
С VIII в. после арабского нашествие Грузии, Хунани находился под властью арабского халифата и был основан Хунанский эмират. Но вскоре после основания Тбилисского эмирата в 736 году эмир Хунани подчинился Тбилисскому эмиру, который фактически являлся правителем Картли. После воссоединения Грузинского царства территория бывшего Хунани была включена в эриставство Гаги в XII и XIII веках. После монгольских нашествий в XIII веке Хунани больше не упоминается в источниках.